# 湯自強
湯自強（16世紀—17世紀），廣西柳州府馬平縣人，明朝政治人物。

## 生平
湯自強是萬曆十六年（1588年）的舉人，次年（1589年）會試中副榜，授林縣教諭，改任南川知縣，和李化龍、劉綎平定播州之役，重慶府推官高折枝與他爭功，他因此致仕回鄉。萬曆四十六年（1618年）、四十七年（1618年）馬平饑荒，他捐出捐糧餉賑濟，又從衡州、永州運來糧食，救活不少人民，守道周起元得知後，奉旨賜匾，其後兩次舉鄉飲大賓。

## 引用
1. 1 2  四庫全書《廣西通志·卷八十三·卓行》：湯自強，馬平人，萬厯戊子鄉薦，會試得副榜，令南川，與李化龍、劉綎同平播州，推官高折枝爭其功，遂致仕歸里。戊午、己未歲大荒，自強捐貲賑濟，復為吿糴於衡永，全活甚多，守道周起元以其事聞，奉旨賜匾，兩舉鄉飲大賓。 舊志